# Mozart-Medaille (Mozartgemeinde)
Die Mozart Medaille war eine Auszeichnung der Mozartgemeinde Wien. die von 1952 bis 1975 vergeben wurde. Sie leitete ihren Namen von dem Komponisten Wolfgang Amadeus Mozart ab. Sie wurde von 1952 bis 1975 jeweils auf Beschluss der Hauptversammlung der Vereinigung, an Persönlichkeiten verliehen, die sich um die Bestrebungen dieser Mozart-Vereinigung hervorragend verdient gemacht haben.

Mozart-Medaille der Mozartgemeinde Wien und die Laureaten auf zwei Gedenktafeln
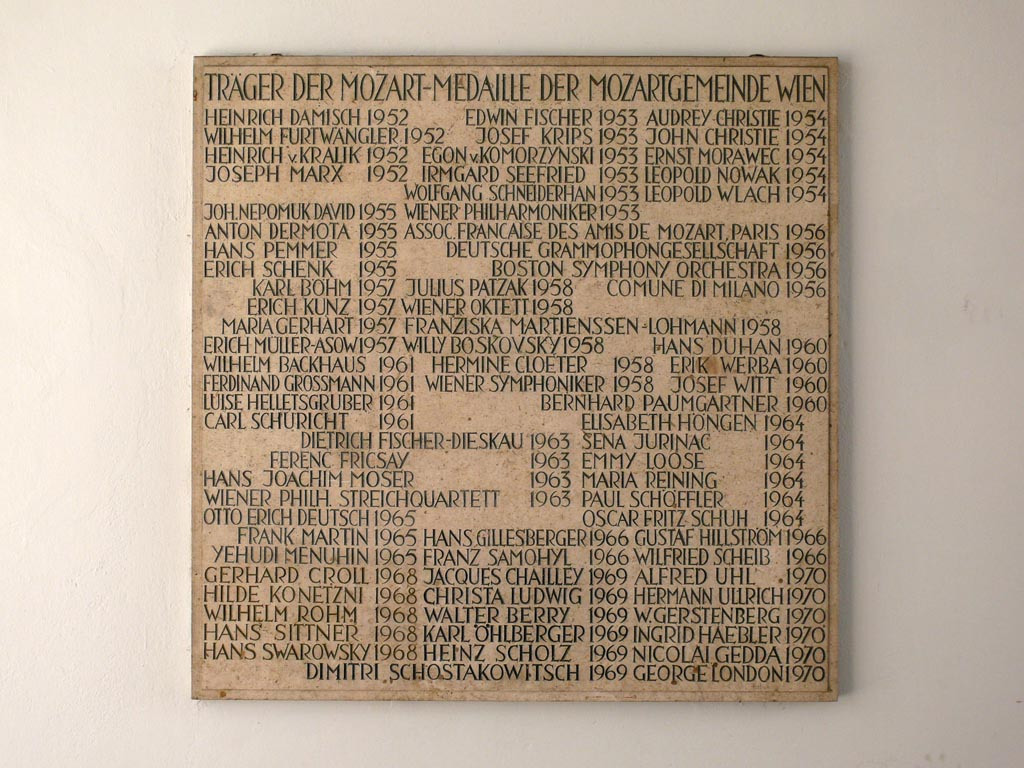
Träger der Mozart-Medaille Tafel 1 im Wiener Deutschordenshaus
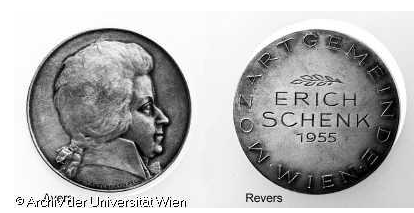
Mozart-Medaille für den Musikhistoriker Erich Schenk (1955, Quelle: Universität Wien, Archivinformationssystem)
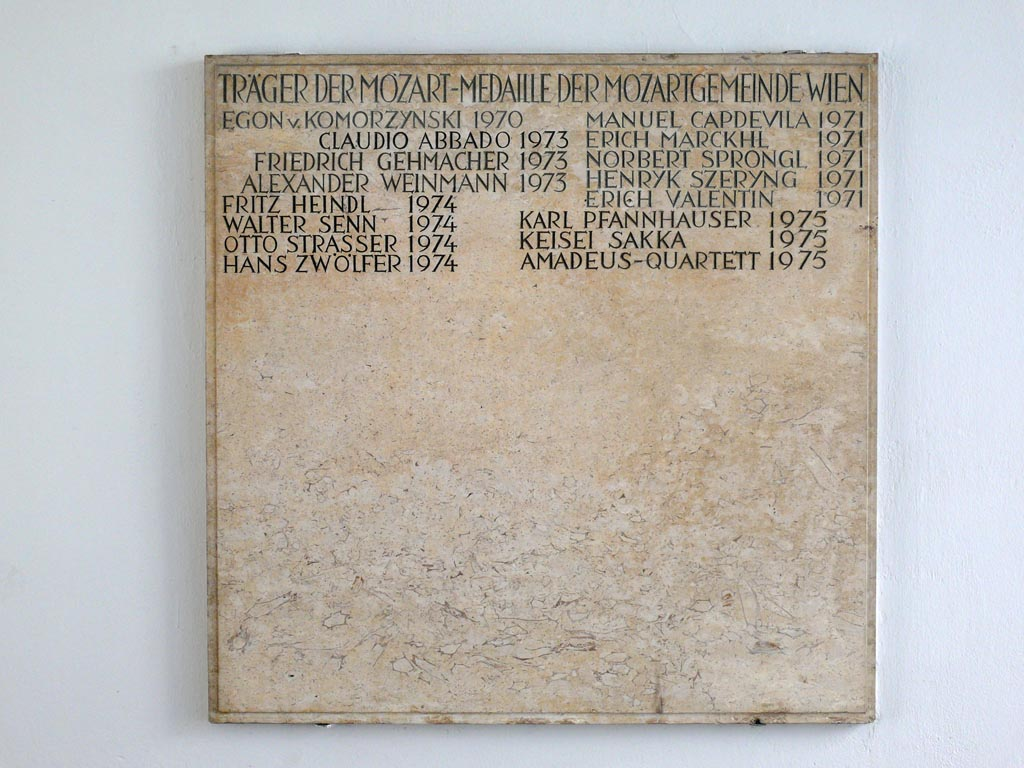
Träger der Mozart-Medaille Tafel 2 im Wiener Deutschordenshaus

Die Medaille zeigt auf der Vorderseite ein Brustbild von Wolfgang Amadeus Mozart. Die Rückseite weist ein rundes, zentrisches, glattes Feld auf, in das mittig der Name des Geehrten eingraviert ist. Oberhalb des Namenzuges findet sich ein Lorbeerzweig, unterhalb das Jahr der Ehrung. Der Rand der Medaille trägt kreisförmig den Schriftzug „Mozartgemeinde Wien“.
Die Ausgezeichneten sind auf zwei Gedenktafeln im Wiener Deutschordenshof, Singerstraße 7, öffentlich dokumentiert. Erste Preisträger waren 1952 der Musikschriftsteller Heinrich Damisch, der Dirigent Wilhelm Furtwängler, der Musikwissenschaftler Heinrich von Kralik und der Komponist Joseph Marx. Ehemalige Nationalsozialisten, welche die Auszeichnung erhielten, waren Erich Schenk, Hans Joachim Moser und Erich Marckhl. Unter den letzten Preisträgern fanden sich 1975 das Amadeus-Quartett sowie die Musikwissenschaftler Karl Pfannhauser und Keisei Sakka.; der Pianist Géza Anda wurde 1977 posthum mit der Medaille für das Jahr 1976 ausgezeichnet.

## Laureaten
- Heinrich Damisch, 1952
- Wilhelm Furtwängler, 1952
- Heinrich von Kralik, 1952
- Joseph Marx, 1952
- Edwin Fischer, 1953
- Egon von Komorzynsky, 1953
- Irmgard Seefried, 1953
- Wiener Philharmoniker, 1953
- Audrey Christie, 1954
- Johan Christie, 1954
- Ernst Morawec, 1954
- Leopold Nowak, 1954
- Leopold Wlach, 1954
- Johann Nepomuk David, 1955
- Anton Dermota, 1955
- Hans Pemmer, 1955
- Erich Schenk, 1955
- Amis de Mozart Paris, 1956
- Boston Symphony Orchestra, 1956
- Comune di Milano, 1956
- Deutsche Grammophon Gesellschaft, 1956
- Karl Böhm, 1957
- Maria Gerhart, 1957
- Erich Kunz, 1957
- Erich Müller von Asow, 1957
- Willy Boskovsky, 1958
- Franziska Martienssen-Lohmann, 1958
- Julius Patzak, 1958
- Wiener Oktett, 1958
- Wiener Symphoniker, 1958
- Hans Duhan, 1960
- Bernhard Paumgartner, 1960
- Erik Werba, 1960
- Josef Witt, 1960
- Wilhelm Backhaus, 1961
- Ferdinand Grossmann, 1961
- Wise Helletsgruber, 1961
- Carl Schuricht, 1961
- Dietrich Fischer-Dieskau, 1963
- Ferenc Fricsay, 1963
- Hans Joachim Moser, 1963
- Wiener Phil. Streichquartett, 1963
- Elisabeth Höngen, 1964
- Sena Jurinac, 1964
- Emmy Loose, 1964
- Maria Reining, 1964
- Paul Schöffler, 1964
- Oscar Fritz Schuh, 1964
- Otto Erich Deutsch, 1965
- Frank Martin, 1965
- Yehudi Menuhin, 1965
- Gustav Hillström, 1966
- Wilfried Scheib, 1966
- Franz Samohyl, 1966
- Gerhard Croll, 1968
- Hilde Konetzni, 1968
- Wilhelm Rohm, 1968
- Hans Sittner, 1968
- Hans Swarowsky, 1968
- Christa Ludwig, 1969
- Jacques Chailley, 1969
- Karl Öhlberger, 1969
- Walter Berry, 1969
- Heinz Scholz, 1969
- Dmitri Shostakovich, 1969
- Nicolai Gedda, 1970
- Walter Gerstenberg, 1970
- Ingrid Haebler, 1970
- Egon von Komorzynsky, 1970
- George London, 1970
- Alfred Uhl, 1970
- Hermann Josef Ullrich, 1970
- Erich Marckhl, 1971
- Manuel Capdevila, 1971
- Norbert Sprongl, 1971
- Henryk Szeryng, 1971
- Erich Valentin, 1971
- Claudio Abbado, 1973
- Friedrich Gehmacher, 1973
- Alexander Weinmann, 1973
- Fritz Heindl, 1974
- Walter Senn, 1974
- Otto Strasser, 1974
- Hans Zwölfer, 1974
- Amadeus-Quartett, 1975
- Karl Pfannhauser, 1975
- Keisei Sakka, 1975
- Géza Anda, 1976 (posthum)